# Palacio de Deportes de la Comunidad de Madrid
Palacio de Deportes de la Comunidad de Madrid (2014–2016 Barclaycard Center, od listopada 2016 r. WiZink Center) – hala widowiskowo-sportowa w Madrycie, wybudowana w latach 2002–2005 w miejscu obiektu, który funkcjonował w latach 1960–2001. Maksymalna pojemność jej trybun wynosi 17 453 miejsc siedzących. 

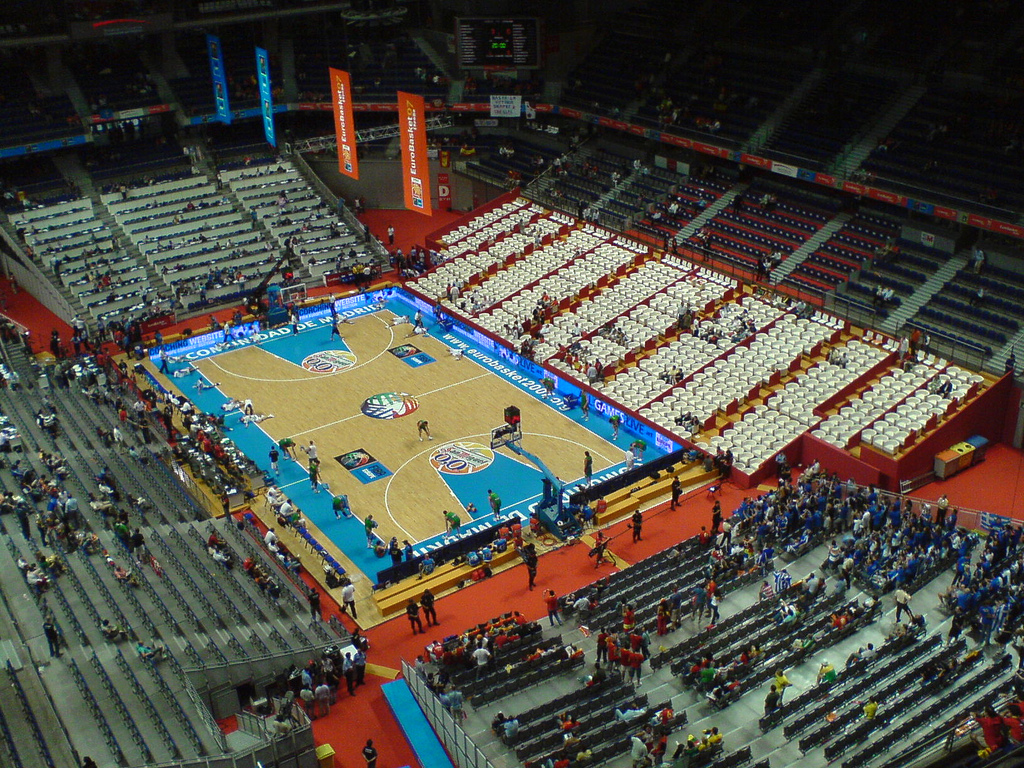
Wnętrze hali podczas meczu koszykówki

 Obiekt został zaprojektowany przez Enrique Hermoso i Palomę Huidobro, a otwarto go 19 lutego 2005. Powstał on w miejscu areny, która spłonęła 29 czerwca 2001.
W Palacio de Deportes de la Comunidad de Madrid odbyły się: EuroBasket 2007 oraz finał Euroligi 2008. Poza tym miały tu miejsce finały koszykarskiego Pucharu Hiszpanii. W 2005 r. obiekt był gospodarzem halowych mistrzostw Europy w lekkoatletyce. W latach 1986–1998 domowe mecze rozgrywał tu Real Madryt, który powrócił do tej hali w 2011 r.
W hali występowali m.in.: 50 Cent, AC/DC, Alicia Keys, Anastacia, Arctic Monkeys, Backstreet Boys, Bee Gees, Beyoncé Knowles, Bruce Springsteen, The Jonas Brothers, Justin Bieber, Joe Cocker, Coldplay, Depeche Mode, Elton John, Enrique Iglesias, Foo Fighters, Gloria Estefan, Green Day, Il Divo, Iron Maiden, Jennifer Lopez, Katy Perry, The Killers, Kiss, Kylie Minogue, Lady Gaga, Laura Pausini, Little Mix, Mariah Carey, Marilyn Manson, Metallica, Miley Cyrus, Muse, Nirvana, Oasis, Laura Pausini, Luciano Pavarotti, Paul McCartney, Pearl Jam, Phil Collins, Pet Shop Boys, Queen, Queen + Paul Rodgers, Rihanna, Shakira, Slipknot, Spice Girls, Sting, Taylor Swift, Tokio Hotel, Roger Waters, Whitney Houston, The Who.